# Astrovírus

Os Astrovirus são um grupo de vírus da família Astroviridae, de genoma de RNA simples de sentido positivo (usados diretamente na síntese de proteínas). Não possuem cápsula viral, o que lhes conferem resistência a agentes tensoativos. Devem o seu nome ao seu formato semelhante a uma estrela de cinco ou seis pontas, quando observados ao microscópio electrónico. Causam gastroenterites limitadas com diarreia, vómitos, dor abdominal e náuseas. A transmissão se dá por via indireta mediante comida e água contaminada, porém também existe a transmissão pelo contato com pessoas e objetos contaminados com fezes em presença do vírus. A prevenção se dá pelas medidas de higiene, no entanto em crianças é comum mesmo em ambientes higiénicos. O período de incubação do vírus é de três a quatro dias, e os sintomas geralmente permanecem de dois a três dias, podendo persistir até os doze dias, principalmente em indivíduos imunocomprometidos.